# Busíris

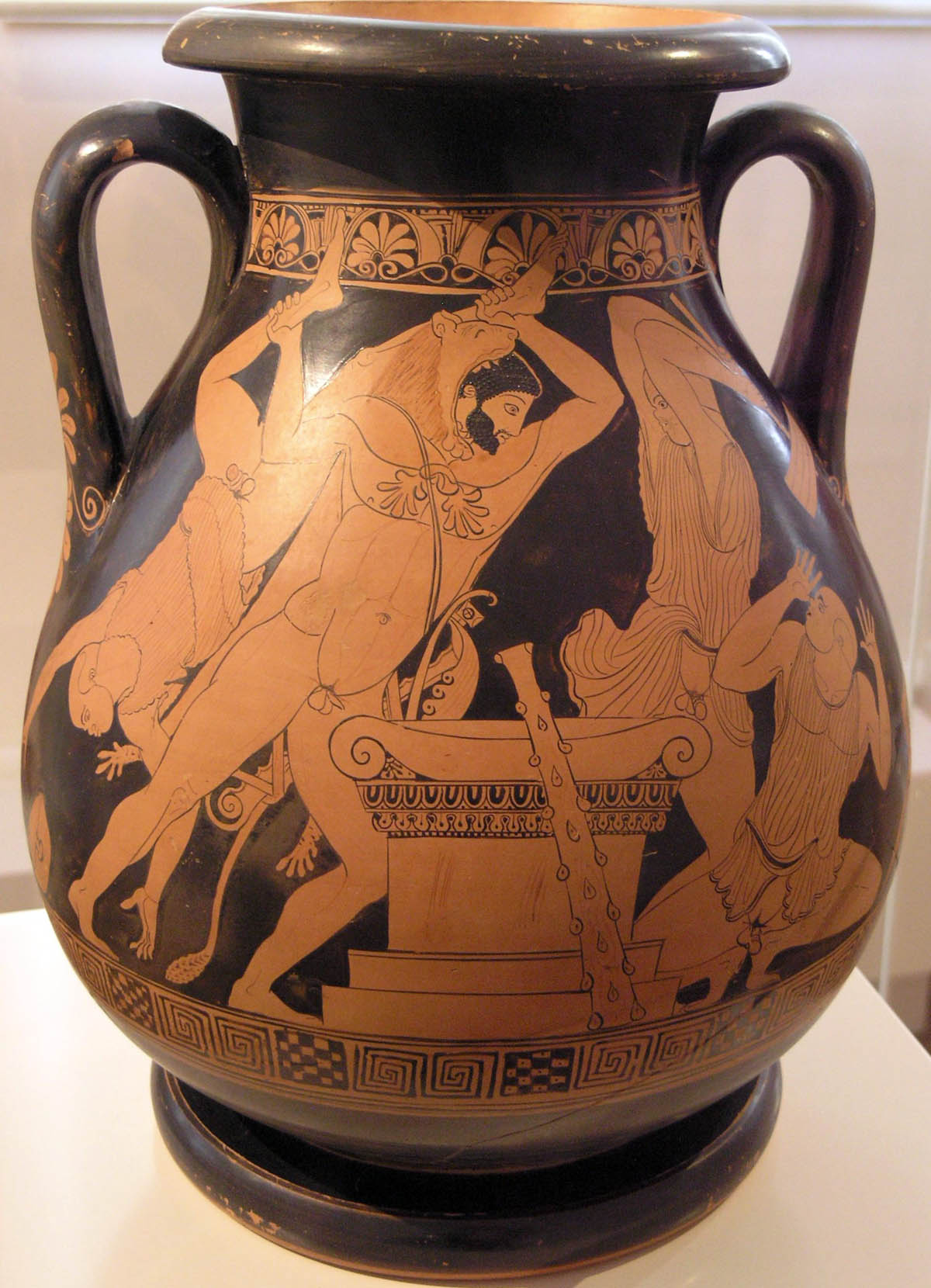
Hércules lutando com Busíris

Busíris na mitologia grega foi um rei no Egito, filho de Netuno e Lysianassa, filha de Épafo, ou filho de Posídon e Anippê, filha do rio Nilo.
A terra de Busíris, no Egito, estava sofrendo com fome após nove anos de seca, e o rei chamou adivinhos da Grécia. Thrasius, filho de Pigmaleão, irmão de Busíris, ou Phrasius de Chipre  anunciou que a chuva chegaria se um estrangeiro fosse sacrificado, e provou suas palavras quando ele mesmo foi sacrificado.  Segundo Pseudo-Apolodoro, o oráculo de Phrasius foi que a seca cessaria se um estrangeiro fosse sacrificado todo ano.
Busíris continuou sacrificando qualquer estrangeiro que chegasse ao Egito  no altar de Zeus, seguindo o oráculo. Héracles foi capturado, levado ao altar, mas quebrou as correntes, e matou Busíris e seu filho Amphidamas. Na versão que (Pseudo-)Plutarco atribui a Agathon de Samos, Héracles atacou Burísis com seu cajado e o matou.
Segundo Pseudo-Apolodoro, esta aventura de Héracles ocorreu após ele ter matado Anteu, filho de Posidão e rei da Líbia e antes dele ter ido para Ásia sacrificar em Thermydrae e depois para a Arábia, onde matou Emathion, filho de Titono.
De acordo com James Ussher, Busíris reinou em 1471 a.C., e era filho de Ramessés II (identificado a Netuno), o faraó que ordenou o massacre dos bebês hebreus; Ramessés teve dois filhos, Amenófis (idêntico ao personagem da mitologia grega Belo), o faraó do Êxodo, e Busíris, sucessor de Amenófis. Os filhos de Amenófis foram Egito e Dánao.